# Pachyanthus
Pachyanthus là một chi cây bụi có gai với quả mọng ăn được thuộc họ thực vật Melastomataceae.
Bao gồm các loài:
- Pachyanthus pedicellatus, Urban